# 人體大奇航
《人體大奇航》（法語：Il était une fois... la vie），也稱為《生命科學微巡禮》（英語：Micro Patrol），是1987年1月在法國Canal+電視台首播的健康教育動畫電視劇。由法國動畫工作室Procidis製作，導演是艾伯特·巴里爾，該電視劇動員了數十位醫學、解剖學、健康教育等領域的專家學者，配合繪圖員歷經五年完成。全部共26集（每集26分鐘），以英語、法語、德語、日語、義大利語、韓語、西班牙語、漢語等八種語言在全球24個國家發行。Canal+電視台播出完畢後，1987年9月13日由國有頻道法國電視三台播出。2017年3月4日在法國電視四台播出重新修復的版本。
在《宇宙防衛隊》播出後，製作單位加強了寓教於樂的製作方向，該電視劇將故事情節與科學事實相結合，以隱喻手法達到教育的目的。在情節中，正派角色由人體系統和防禦機制細胞構成，包括紅血球、白血球和血小板。而反派角色代表威脅健康、攻擊人體的病毒和細菌。該電視劇每一集都以人體內不同的器官或系統為主軸（如大腦、心臟、循環系統等），探索人體奧秘。
法語版本的片頭曲〈生命〉`（法語：la Vie）是由1986年《歐洲歌唱大賽》的冠軍得主桑德拉·金演唱。香港版主題曲是在原曲的基礎上編上廣東話歌詞，由葉其美唱出。該電視劇陸續於波斯灣阿拉伯國家、比利時、加拿大、捷克斯洛伐克、芬蘭、法國、加彭、德國、希臘、海地、匈牙利、冰島、愛爾蘭、以色列、義大利、日本、墨西哥、荷蘭、挪威、波蘭、葡萄牙、塞內加爾、新加坡、斯洛伐克、南非、西班牙、瑞典、瑞士、敘利亞、臺灣、泰國、土耳其、英國、南斯拉夫和克羅埃西亞的電視頻道上播出。
臺灣電視公司於1990年3月26日至5月22日、每週一至週四的下午三點半首播，以漢語配音。因富有教育意義，受到許多兒童及家長的喜愛，許多觀眾打電話要求臺灣電視公司把該電視劇移至晚間播出。由於反應熱烈，臺灣電視公司在全劇播畢後，於晚間時段重播。配音撰稿為吳正華，醫學顧問為榮民總醫院醫師石擎天。

## 各集標題
1. 生命的起源
2. 人類的生殖
3. 保衛身體的防衛系統
4. 製造血球的工廠：骨髓
5. 生命之水：血液
6. 搶修工程隊：血小板
7. 人體的啟動馬達：心臟
8. 呼吸作用
9. 指揮控制中樞：大腦
10. 大腦神經元
11. 眼睛
12. 耳朵
13. 皮膚
14. 牙齒
15. 胃
16. 肝臟
17. 腎臟
18. 骨骼
19. 淋巴系統
20. 肌肉
21. 我們四周的空氣
22. 疫苗
23. 荷爾蒙
24. 生物鏈
25. 睡眠
26. 生命

## 角色
該電視劇使用來自《人類的歷史》裡出現過的人物。系列中的每一個角色都將人體內的細胞和細胞功能擬人化（年長智者、壯年男女、未成年男女、小精靈和惡霸），以真實的人物形象來解說人體知識。該電視劇以這些角色來描寫「身體內部的社會」，展示出一個金字塔型官僚制度、嚴格的分工組織。雖然大部分的角色都非常盡忠職守，不過一些角色也充滿人性和惰性，時常有工作人員在崗位上爭吵、抱怨、偷懶或打瞌睡的情節。
| 人體                   | 角色 |
| ---------------------- | --- |
| 神經元                 | 大腦中掌管信號的中心。 |
| 細胞核                 | 身體各處控制中心的管理者，每個地點都是由白髮白鬍子的年長智者掌管控制中心，而這些老人常常都在椅子上打瞌睡。 |
| 酵素                   | 人體中主要的生產工人，穿著連身工作服，大多數為男性。除了主要的DNA聚合工作，酵素也有著各種不同的工作：抑制酵素手持剪刀、合成酵素手持膠水、溶解酵素手持長柄刷、解毒酵素手持扳手。 |
| 紅血球                 | 為粉紅色的人型生物，他們在背袋中攜帶氧氣泡或二氧化碳氣泡，攜帶二氧化碳時會疲憊並變成深紅色，只要釋放就會立即變回粉紅色。紅血球中有一位年長智者「葛教授」，他時常負責講解人體的運作。 |
| 神經傳導素             | 人體中的信差，行動快速的小傢伙，外型類似藍色小精靈，他們名為「閃電」，隨時在神經系統中傳遞紙張訊息。由於他們總是在神經軸索上飛奔，所以經常嚇到其他角色。當人體感到疼痛時，則會出動騎乘重型機車的暴走族信差隊。                                                                                     |
| 血小板                 | 長相猶如紅色圓盤，除了一張大臉，一雙腿和四隻手都十分細小，年紀越大體積會越小。平時保持血液暢通，在危機出現時會彼此連結，幫助人體癒合。但是他們害怕病原體的攻擊，無法保護自己。 |
| 多核型白血球           | 為一支步行巡邏的警察隊伍，他們都是肥胖男性，全身白色，胸前都有黃色星型徽章。他們隨身攜帶警棍，平時進行監督和交通疏導的工作。作戰時會攜帶雷射手槍，吞噬任何看見的敵人或異物，吞噬到一定程度後會不支倒地。他們可以複製自己。他們的指揮官是一個橘頭髮的白種人，名為「加波中尉」，他有時也會負責講解。 |
| B型淋巴球              | 為一支飛行防衛軍，幹員皆搭乘兩側安裝推進器的小型單人飛行載具，他們都穿著類似太空衣的服裝。他們可以穿越血管、釋放抗體或進行有絲分裂。他們的隊長是一名黑髮男性幹員，名為「皮特上尉」。另一位常出現的黑髮女性幹員名為「希中尉」。                                                                     |
| T型淋巴球              | 同樣也是一支飛行防衛軍，但是飛行載具上有一個大寫T。他們可以排放殺死細菌的紫色煙霧。 |
| 吞噬細胞               | 稱為「T型船」，由人形生物駕駛一具大型球體飛行器，配備了許多機械吸管，他們也可以排放殺死細菌的紫色煙霧。 |
| 嗜鹼性白血球           | 為肥胖的中年婦女，專門對付過敏症，她們攜帶一籃組織胺煙霧彈，隨時可扔出來攻擊細菌。 |
| 巨噬細胞               | 稱為「衛生連隊」，它們是大型黃色地面車輛，形狀像青蛙頭，嘴巴是個大型抓斗。每個“眼睛”都是一個露著駕駛員頭部的玻璃罩，它們執行“人體清潔”的工作。平常的作用是去除身體中的廢棄物、灰塵和病毒，而在緊急情況下，它們會吃掉細菌和病毒。                                                                   |
| 未成熟白血球           | 與B型防衛軍穿著相同制服的青少年類人生物。他們是由骨髓製造出來的，數小時後，他們會到「保衛軍校」上學，學習辨識敵友、如何摧毀敵人。分不清敵我的白血球會導致人體貧血。人體生病時會出現叛變的未成熟白血球，形象是一群不良少年，他們會衝擊所有的單位。                                                  |
| 前列腺素               | 戴著紅色頭盔的男性人物，手持雷射手槍，稱為「特種部隊」。他們的指揮官穿著白色披風，名為「皮吉上尉」。 |
| 胸腺                   | 為人體的「保衛軍校」，教官是一位中年男性淋巴球，名為「皮上校」，人體進行戰鬥時會在控制中心發號司令。 |
| 抗體                   | 外型為白色昆蟲的生物，有兩對翅膀。在傳染性病原體入侵後，B型防衛軍的飛行器會釋放出抗體，牠們會飛至細菌或病毒上方，攻擊、摧毀或使其癱瘓。牠們有一個戴著黃色手套的司令官，名為「米羅」。 |
| 干擾素                 | 超人形象的生物，在抵禦A型肝炎病毒時現身。 |
| 纖維素                 | 外型像豌豆的生物。 |
| 細菌                   | 主要的反派角色，大多是藍色的惡霸形象。腸道沙門氏菌有大屁股和四隻腳；鏈球菌則是灰白色的惡霸。 |
| 病毒                   | 主要的反派角色，大多是黃色的蠕蟲形象。 |
| 脂肪／脂肪酸           | 為小型的黃色馬匹，被警察喚作「胖子」。 |
| 蛋白質                 | 為一個強壯的橘色肌肉生物，服裝類似摔角選手。 |
| 醣類                   | 分為小型水滴狀以及糖果包裝的生物。 |
| 去氧核醣核酸／核糖核酸 | 頭頂有著各種形狀的黃色小傢伙，從染色體中出現。他們會列隊尋找和自己頭型完整互補的夥伴。 |
| 氨基酸                 | 類似於核糖核酸的外觀。 |
| 維生素                 | 以彩色字母表示。 |
| 膽固醇                 | 為黃色爬行生物，它們會阻塞血管中的通道，使大量的紅血球們無法通過血管。 |
| 大腸菌                 | 友善細菌，牠們是灰色的肥胖爬行生物，身上長了絨毛，負責處理消化酵素無法分解的纖維素，並製造出維他命。牠們也可以複製自己，並噴出消滅沙門氏菌的紫色煙霧。 |
| 膽汁                   | 為藍綠色的液體，會分解掉脂肪。 |
| 賀爾蒙                 | 飛行機器人，尾部是螺旋槳，耳朵是發條。牠們負責催促酵素工人。 |
| X染色體                | 女性，雙頭雙腳的連體人形生物。 |
| Y染色體                | 男性，雙頭單腳的連體人形生物，戴著紳士禮帽和蝴蝶領結。 |
| 阿摩尼亞分子           | 喜歡胡鬧的女性小人。 |
| 黑素細胞               | 身穿泳裝，唯一的工作是在表皮層中做日光浴，大部分為女性。 |
| 平滑肌                 | H形的橘色生物，平時都整齊的躺著，接到指令時才會開始工作。 |

## 播出
| 國家       | 電視台                                         |
| ---------- | ---------------------------------------------- |
| 南非       | 南非廣播公司                                   |
| 法國       | 法國電視三台※、Canal+電視台※、Gulli電視台      |
| 加彭       | 加彭國營廣播電視台                             |
| 加拿大     | 加拿大廣播公司電視、加拿大法語頻道※            |
| 克羅埃西亞 | 克羅埃西亞廣播電視、RTL集團克羅埃西亞電視台    |
| 西班牙     | 西班牙國家電視台※                              |
| 義大利     | 義大利電視一台                                 |
| 荷蘭       | 天主教無線電廣播※                              |
| 瑞士       | 瑞士法語電視台※、瑞士義大利語電視台※           |
| 比利時     | 比利時法語區電視台及電台※、弗拉芒廣播電視公司※ |
| 希臘       | 希臘廣播電視公司                               |
| 捷克       | 捷克國家電視台                                 |
| 日本       | 株式會社EIKEN※                                 |
| 瑞典       | 瑞典電視台                                     |
| 挪威       | 挪威國家廣播電視台                             |
| 西德       | 西德廣播公司、西南廣播公司                     |
| 奧地利     | 奧地利廣播集團                                 |
| 以色列     | 以色列教育電視台                               |
| 智利       | 瓦爾帕萊索天主教電視台、智利國家電視台         |
| 波蘭       | 波蘭電視台                                     |
| 葡萄牙     | 葡萄牙廣播電視公司                             |
| 愛爾蘭     | 愛爾蘭廣播電視台                               |
| 敘利亞     | 敘利亞公共頻道一台                             |
| 土耳其     | 土耳其廣播電視公司                             |
| 英國       | 英國第四台、英國卡通頻道                       |
| 斯洛伐克   | 斯洛伐克電視台                                 |
| 斯洛維尼亞 | 斯洛維尼亞廣播電視台                           |
| 芬蘭       | 芬蘭廣播一台、芬蘭主題電視台                   |
| 匈牙利     | 匈牙利極小電視台                               |
| 冰島       | 冰島國家電視台                                 |
| 南韓       | 韓國教育放送公社                               |
| 香港       | 電視廣播有限公司                               |
| 臺灣       | 臺灣電視公司                                   |
| 泰國       | 泰國第7電視台                                  |
| 美國       | 美國公共電視台                                 |
| 海地       | 海地國家電視台                                 |

^※ 特約合作製片

## 外部連結
- 系列製作人官方網站（页面存档备份，存于） （英文）
- 互联网电影数据库（IMDb）上《人體大奇航》的资料（英文） （英文）
- 人體大奇航在動畫新聞網百科全書中的資料（英文） （英文）
- 《人體大奇航》的YouTube官方頻道 （页面存档备份，存于） （英文）